# 昆仲错
昆仲错（藏語：ཁུན་གྲུང་མཚོ།，威利转写：khun grung mtsho，THL：Khündrung Tso）位于中国西藏自治区阿里地区日土县境内，地处日土县南部，东距热帮错约9公里，西距热帮乡政府驻地约2公里。湖面海拔4338米，面积15平方公里。湖区年均气温0℃左右，年降水量50～70毫米。湖水主要依靠乌哥桑河补给，集水区面积525平方公里。